# Basavana Bagewadi
Basavana Bagewadi (Kannada: ಬಸವಕಲ್ಯಾಣ) ist eine Stadt (alter Name Bagewadi) mit rund 35.000 Einwohnern im indischen Bundesstaat Karnataka.

## Lage und Klima
Die Stadt Basavana Bagewadi liegt auf dem Dekkan-Plateau im Nordwesten Karnatakas in einer Höhe von ca. 605 m. Die Distriktshauptstadt Bijapur befindet sich knapp 45 km (Fahrtstrecke) nordwestlich; Bengaluru, die Hauptstadt des Bundesstaats, liegt etwa 490 km südwestlich. Das Klima ist meist subtropisch warm; Regen (ca. 600–800 mm/Jahr) fällt fast nur in den sommerlichen Monsunmonaten.

## Bevölkerung
| Jahr      | 1991   | 2001   | 2011   |
| --------- | ------ | ------ | ------ |
| Einwohner | 23.022 | 28.560 | 33.198 |

Ca. 83 % der mehrheitlich Kannada sprechenden Bevölkerung sind Hindus und knapp 16 % sind Moslems; der Rest entfällt auf andere Religionen (Jains, Sikhs, Buddhisten, Christen). Der männliche und der weibliche Bevölkerungsanteil sind ungefähr gleich hoch.

## Wirtschaft
Die Umgebung von Basavakalyan ist in hohem Maße landwirtschaftlich orientiert; in der Stadt selbst haben sich Händler, Dienstleister, Handwerker und Tagelöhner aller Art niedergelassen.

## Geschichte
Das Gebiet um Bagewadi gehörte im frühen Mittelalter zum Herrschaftsgebiet der Rashtrakutas und der Chalukyas von Badami. Im ausgehenden 10. Jahrhundert verlegte der Chalukya-Herrscher Tailapa II. (reg. 1057–1097) die im Jahr 1072 von den Paramara zerstörte Hauptstadt nach Kalyani (heute Basavakalyan). Wenige Jahrzehnte später übernahmen jedoch die Kalachuri-Herrscher die Macht; der Guru Basaveshwara (kurz Basava), ein Minister am Hof des Königs Bijjala Kalachuri (reg. 1130–1167) und Anhänger der Bhakti-Bewegung, wurde hier geboren. Zu Beginn des 14. Jahrhunderts kam Bagewadi unter die Herrschaft des muslimischen Sultanats von Delhi. Im Jahr 1345 spaltete sich von diesem das Bahmani-Sultanat ab, dessen Hauptstadt Gulbarga (heute Kalaburagi) wurde. Im Jahr 1490 spaltete Yusuf Adil Shah, Gouverneur (subahdar) der Provinz Bijapur des Bahmani-Sultanats das Sultanat Bijapur ab, zu dem auch Bagewadi gehörte. Im Jahr 1635 begann der Großmogul Shah Jahan sein Territorium nach Süden auszudehnen; sein Sohn Aurangzeb setzte die Expansionsbestrebungen des Mogulreiches auf dem Dekkan fort und im Jahr 1686 wurde das Sultanat Bijapur in das Mogulreich eingegliedert. Nach dem Tod Aurangzebs (1707) übernahmen zeitweise die Marathen die Macht in der Region; sie wurden jedoch nach zwei vorausgegangenen Kriegen im Jahr 1818 endgültig von den Briten besiegt.

## Sehenswürdigkeiten
Der im 11. Jahrhundert erbaute Basaveshwara-Tempel ist ein eindrucksvolles Bauwerk im Chalukya-Stil. Hinter einer langgestreckten und flachgedeckten Vorhalle (mandapa) erhebt sich ein reich gegliederter und verzierter Turm (shikhara) mit einer abschließenden Schirmkuppel. Im Innern der von den Gläubigen nicht zu betretenden und nahezu schmucklosen Cella (garbhagriha) befindet sich ein Shiva-Lingam aus schwarzem Basalt.